# Cytherea (attrice pornografica)
Cytherea (Salt Lake City, 27 settembre 1981) è un'attrice pornografica statunitense nota soprattutto per i suoi squirting, molto voluminosi e intensi.

## Biografia
Cytherea ha preso il suo nome d'arte da Afrodite, dea greca dell'amore, della bellezza e della musica. Trasferitasi nel 2003 a Las Vegas, apre un sito web su Yahoo! Groups in cui inserisce foto e video che la ritraggono nuda. Grazie a questo sito, viene notata e contattata da un'agenzia di casting per un provino in un film per adulti. La partecipazione le permette di intraprendere la carriera di pornostar.
L'attrice si impone alla notorietà nel 2005 vincendo il premio come Best New Starlet Award agli AVN Awards, un concorso cinematografico sponsorizzato da Adult Video News, una rivista commerciale statunitense del settore. Nello stesso concorso, riceve il premio «Best Specialty Tape - Other Genre» per «Cytherea Iz Squirtwoman», primo film della trilogia Squirtwoman (Cytherea Iz Squirtwoman, Squirtwoman 2 & 3).
L'attrice, assieme al marito, nel 2004 ha fondato una casa di produzione cinematografica chiamata Club Cytherea Productions.     A oggi, sono usciti 7 film per questa etichetta, tra cui «Female Ejaculation Nation», «Meet The Fuckers» e «Star Whores».
Nel 2012 ha firmato con Ideal Manage Management, tornando ad esibirsi nel 2010-11 dopo una pausa di 4 anni.
Oltre alla carriera cinematografica, l'attrice ha preso parte ad alcuni spettacoli via cavo, tra cui due note produzioni HBO/Cinemax: Vegas e «Playboy TV's Night Calls». È stata inoltre ospite tre volte della trasmissione radiofonica «The Howard Stern Show». Cytherea ha inoltre condotto, fino al 2006, un talk show radiofonico assieme al marito Brian (meglio noto come «Plus One») sull'emittente KSEX di Los Angeles, intitolato «Goddess of Gush» («Dea dello zampillo»).

## Vita privata
Cytherea ha due figli ed è un'ex mormone. Era sposata con Timothy Hale che è deceduto a 52 anni il 2 novembre 2016.

## Riconoscimenti
- AVN Awards
  - 2005 – Best New Starlet[9]
- XRCO Award
  - 2004 – Teen Cream Dream[10]

## Filmografia
- Ashton's Auditions 1 (2003)
- Barefoot Confidential 26 (2003)
- Barefoot Confidential 29 (2003)
- Barely Legal 40 (2003)
- Barely Legal Summer Camp 1 (2003)
- Belladonna's Evil Pink 1 (2003)
- Bigger The Blacker The Better 1 (2003)
- Black Cum 'n White Girlz 2 (2003)
- Bob's Video 184: Cytherea's Inner Fire (2003)
- Callgirls Undercover 1 (2003)
- Cherokee: Flesh On Fire (2003)
- Chica Boom 21 (2003)
- Chick Flick 4 (2003)
- Club Carrie (2003)
- College Invasion 3 (2003)
- Creamed 1 (2003)
- Creamed 2 (2003)
- Cum Swapping Sluts 5 (2003)
- Dayton's Naughty Comeback (2003)
- Deep In Cream 4: Gushers (2003)
- Dirty Girl (2003)
- Dirty Road Trips 1: Naughty Neighbors (2003)
- Dominating Baby Dolls (2003)
- Eager Beavers 6 (2003)
- Goddess Cytheria (2003)
- Hi-teen Club 5 (2003)
- Hook-ups 4 (2003)
- Hot Showers 12 (2003)
- I'll Do Anything (2003)
- I'm For Sale (2003)
- Innocence Sweet Cherry (2003)
- Internal Cumbustion 3 (2003)
- I've Never Done That Before 14 (2003)
- Jewel For Cory Lane (2003)
- Keep The Faith (2003)
- Kinky Tales (2003)
- Limo Patrol 1 (2003)
- Lingerie 2 (2003)
- Multiple POV 1 (2003)
- My Virtual Cytherea (2003)
- North Pole 46 (2003)
- Nut Busters 2 (2003)
- Oh That's Tight 1 (2003)
- Pop That Cherry 4 (2003)
- Pornstar 2 (2003)
- Real College Girls 11 (2003)
- Ride Em and Wreck Em 1 (2003)
- Secrets Exposed (2003)
- Shades of Red (2003)
- Slippery When Wet (2003)
- Smokin' 8 (2003)
- Sodomania 42 (2003)
- Soloerotica 3 (2003)
- Specs Appeal 13 (2003)
- Teen Dreams 5 (2003)
- Teen Power 3 (2003)
- Teen Sensations 7 (2003)
- Teenland 7: 18 and Over (2003)
- There's Something About Jack 30 (2003)
- Vortexxx (2003)
- Wet Between the Thighs 2 (2003)
- Wet Brunettes 1 (2003)
- Wet Pink 2 (2003)
- Who's Your Daddy 4 (2003)
- Young Girls' Fantasies 2 (2003)
- Young Tight Latinas 5 (2003)
- 2 Of A Kind (2004)
- Addicted to Sex (2004)
- All She Wants And More (2004)
- American Sex (2004)
- Anal Retentive 4 (2004)
- Anal Surprise Party (2004)
- Ass Crackin' 2 (2004)
- Baby Doll Bodyguards (2004)
- Baby Doll First Timers (2004)
- Barely Legal 50 (2004)
- Barely Legal All Stars 3 (2004)
- Barely Legal Ski Camp (2004)
- Barely Legal Summer Camp 2 (2004)
- Beef Eaters 1 (2004)
- Biggz and the Beauties 10 (2004)
- Bitches in Heat 1 (2004)
- Black on White (2004)
- Blow Me Sandwich 4 (2004)
- Bob's Video 189: Nylons in the Waiting Room (2004)
- Boz: When Big Just Ain't Enough (2004)
- Brotha's POV 3: Negro Vision (2004)
- Buttwoman Iz Lauren Phoenix (2004)
- Can You Be A Pornstar? 1 & 2 (2004)
- Candy Store Coeds (2004)
- Chick Flick 6 (2004)
- Cindy's Way 2 (2004)
- Cumstains 3 (2004)
- Cytherea Iz Squirtwoman 1 (2004)
- Cytherea Iz Squirtwoman 2 (2004)
- Dark Haired Divas (2004)
- Deep Throat This 19 (2004)
- Desperate Housewives (2004)
- Dez's Dirty Weekend 1 (2004)
- Double Play 2 (2004)
- Double Vision POV (2004)
- Edge Runner (2004)
- Erotica XXX 6 (2004)
- Fetish Dolls (2004)
- First Offense 5 (2004)
- Flirtin And Squirtin 1 (2004)
- Fuck Dolls 3 (2004)
- Getting Stoned 1 (2004)
- Girls Of Amateur Pages 3 (2004)
- Hot Ass Latinas 1 (2004)
- I Survived A Rodney Blast 3 (2004)
- Irresistible Temptations (2004)
- It's The Chicks 1 (2004)
- Jack's Playground 18 (2004)
- Just Play'n Sex (2004)
- Kane's World: The Best of Kimberly Kane (2004)
- Kick Ass Chicks 13: Cytherea (2004)
- KSEX Games 2004 (2004)
- Masturbation Mania (2004)
- Mature Women With Younger Girls 8 (2004)
- Naughty College School Girls 34 (2004)
- Naughty Nannies (2004)
- Naughty Nymphs (2004)
- Novelist (2004)
- Nut Busters 3 (2004)
- Perverted (2004)
- Peter North's POV 3 (2004)
- Pop 2 (2004)
- Popstar (2004)
- Pussies with Attitude (2004)
- Scuba Squirters 1 (2004)
- Semen Demons (2004)
- Sex Goddess (2004)
- She Gushes Cytherea Style (2004)
- Show Stopper (2004)
- Squirting 101 1 (2004)
- Strap It To Me 3 (2004)
- Suckers 7 (2004)
- Super Naturals 1 (2004)
- Tails From The Toilet (2004)
- Teacher's Pet 8 (2004)
- Tiny Little Butts 1 (2004)
- Total Babe 4: "It" Girls (2004)
- True Hardwood Stories (2004)
- Trust My Pussy (2004)
- Twisted 1 (2004)
- What Gets You Off 1 (2004)
- White Chicks Gettin' Black Balled 2 (2004)
- Who's The New Girl 1 (2004)
- Young And The Raunchy (2004)
- 12 Nasty Girls Masturbating 1 (2005)
- Adult Video News Awards 2005 (2005)
- Babes Illustrated 15 (2005)
- Ball Buster (2005)
- Bangin Whitey 1 (2005)
- Biggz and the Beauties 12 (2005)
- Black Balled 7 (2005)
- Blow Me 2 (2005)
- Blow Me 3 (2005)
- Chasing The Big Ones 25 (2005)
- Cherry Lickers 1 (2005)
- Coed Cock Hunt 1 (2005)
- Coxxxuckers 2 (2005)
- Cum Buckets 2 (2005)
- Cytherea and the Squirt Machines (2005)
- Cytherea is The Best New Starlet (2005)
- Cytherea Iz Squirtwoman 3 (2005)
- Cytherea Squirts (2005)
- Cytherea Strippin and Drippin (2005)
- Cytherea the House Agent (2005)
- Cytherea's Pussy Playground (2005)
- Daddy's Darling Daughters (2005)
- Dirty Little Sex Secrets 1 (2005)
- Double Teamed 6 (2005)
- Elegant Angel Vault (2005)
- Flirtin And Squirtin 2 (2005)
- Gag On This (2005)
- Getting What They Deserve 1 (2005)
- Girlgasms 2 (2005)
- Hot Squirts 1 (2005)
- If It Ain't Black Take It Back 4 (2005)
- Juicy G-Spots 4 (2005)
- Kick Ass Chicks 21: Squirters (2005)
- KSEX 1: Sexual Frequency (2005)
- Lesbian Seductions 2 (2005)
- Little Squirters (2005)
- My Private Dancer 1 (2005)
- Nailed With Cum (2005)
- Nailed With Cum 2 (2005)
- Naughty Teens (2005)
- Planting Seeds 2 (2005)
- Pornstar Playhouse (2005)
- Pussy Party 13 (2005)
- Pussy Party 7 (2005)
- Pussy Party 9 (2005)
- Reunion (2005)
- Rub My Muff 4 (2005)
- Screaming and Creaming (2005)
- Scum Bags (2005)
- Spice Hotel (2005)
- Squirt for Me POV 1 (2005)
- Squirt On My Black Cock 1 (2005)
- Squirt, Squirt, Squirt (2005)
- Squirters 1 (2005)
- Squirters 2 (2005)
- Striptease Seductions (2005)
- Stuntgirl 2 (2005)
- Supermodel POV Angels (2005)
- Swallow My Squirt 2 (2005)
- Taboo 3 (2005)
- Teenage Perverts 1 (2005)
- Teenage Squirt Queens (2005)
- Three's Cumpany (2005)
- Unleashed (2005)
- 18 and Fresh 3 (2006)
- Barely Legal All Stars 7 (2006)
- Blow Me 6 (2006)
- Cherry Lickers 2 (2006)
- Chick Flick 10 (2006)
- Coed Cock Hunt 2 (2006)
- Cream Crazed Cuties (2006)
- Cytherea and the Squirt Sluts (2006)
- Cytherea Falls (2006)
- Cytherea The Squirt Queen (2006)
- Cytherea's Anal Whores (2006)
- Cytheria AKA Filthy Whore (2006)
- Dirrty 5 (2006)
- Eye Candy (2006)
- Great American Squirt Off 1 (2006)
- Greatest Cum Sluts Ever (2006)
- Greatest Cum Sluts Ever 2 (2006)
- Greatest Squirters Ever (2006)
- Gush (2006)
- Hot Squirts 2 (2006)
- I Like Cum 1 (2006)
- I'm a Tease 1 (2006)
- Instant Lesbian (2006)
- Interracial Anal Invaders 1 (2006)
- Interracial Encounters (2006)
- Lesbian Bukkake 6 (2006)
- Lesbian Training 3 (2006)
- MILFs and Maidens 1 (2006)
- Mixed Company (III) (2006)
- My Girlfriend Squirts 2 (2006)
- Playing with Cytherea (2006)
- Pussy Foot'n 17 (2006)
- See Her Squirt 1 (2006)
- Sex Friends Forgot (2006)
- Small Sluts Nice Butts 6 (2006)
- Smokin' Hot Imports (2006)
- Splash (2006)
- Squirt Box 1 (2006)
- Squirt Box 2 (2006)
- Squirt Factor (2006)
- Squirt Girl (2006)
- Squirt Hunter 1 (2006)
- Squirt Kittens (2006)
- Squirt This 1 (2006)
- Squirt-A-Holics 2 (2006)
- Squirting 201 4 (2006)
- Squirts And Skirts (2006)
- Storm Squirters 1 (2006)
- Teen Gush (2006)
- Thar She Blows (2006)
- Throated 7 (2006)
- Trantastic (2006)
- Two Timers 3 (2006)
- Viagra Falls 1 (2006)
- Wet Room (2006)
- Young Squirts 2 (2006)
- Andrew Blake X 1 (2007)
- BJ's In Hot PJ's (2007)
- Cream Filled Cuties 1 (2007)
- Cream Team 1 (2007)
- Cytherea's Nasty Fuck Squad (2007)
- David Derby's Fucking Frenzy (2007)
- Dirty Squirty Sluts 1 (2007)
- Fantasy All Stars 4 (2007)
- Flirt N Squirt 1 (2007)
- Fully Exposed (2007)
- Fusxion Fantasies 2 (2007)
- Greatest Squirters Ever 2 (2007)
- Happy Tits (2007)
- Hustler Hardcore Vault 8 (2007)
- I Love Black Dicks (2007)
- I Love Cytherea (2007)
- Juice On The Loose (2007)
- Kribs (2007)
- Masturbation Mayhem 2 (2007)
- Me Myself and I 1 (2007)
- My Squirteenth Birthday (2007)
- Nasty 3-Way Nights 2 (2007)
- Oops I Squirted 1 (2007)
- Prime Cuts Before They Were Stars (2007)
- Pussy Lickers Paradise 1 (2007)
- Pussy Lickers Paradise 2 (2007)
- Pussy Lickin Lesbians (2007)
- Reverse Bukkake 5 (2007)
- Rushhour On The Assway (2007)
- Sexual Odyssey (2007)
- Squirt Facials (2007)
- Squirt Girl 1 (2007)
- Squirt In My Face (2007)
- Squirt Queens (2007)
- Squirt So Good (2007)
- Squirting Game (2007)
- Teen Solos (2007)
- Viagra Falls 2 (2007)
- What's Up Squirt 2 (2007)
- XXX Box (2007)
- Burn (2008)
- Dripping Wet (2008)
- Erotic Squirts (2008)
- Fetish House (2008)
- Greatest Squirters Ever 3 (2008)
- I Love Redheads (2008)
- Kick Ass Chicks 50: Nerdy Girls (2008)
- Nut Busters 10 (2008)
- Personal Touch 3: Exploring the "O" (2008)
- Provocative Passion (2008)
- Pussy Tales 4 (2008)
- Sensual Ecstasy (2008)
- She's Cumming 2 (2008)
- Sperm Bank 7 (2008)
- Squirt Showers 2 (2008)
- Squirting With The Stars 2 (2008)
- Squirt-Stravaganza (2008)
- Teen Cuisine Too (2008)
- Top Ten (2008)
- 101 Natural Beauties (2009)
- A Tranny Story (2009)
- Best Queens Of Squirt (2009)
- Blown Away 1 (2009)
- Creamy Faces (2009)
- Creamy Faces 2 (2009)
- Squirt Shots (2009)
- Teacher's Pet 17 (2009)
- Bottom Line 2 (2010)
- Dude, She's A Squirter! 7 (2010)
- For Her Tongue Only (2010)
- Squirt Shots 2 (2010)
- Squirt-A-Thon (2010)
- Sweet Pussy Juice (2010)
- Adam And Eve's Legendary Squirters (2011)
- Flying Pink Pig 2 (2011)
- Flying Solo (2011)
- Secretary's Day 5 (2011)
- Big League Squirters 6 (2012)
- Cougars: Size Matters (2012)
- Cytherea Is A Lesbian Squirt Machine (2012)
- Diesel Dongs 26 (2012)
- Doctor Adventures.com 13 (2012)
- Fresh Squeeze Pussy Juice (2012)
- Fuck Buddies (2012)
- Riding the Flying Pink Pig (2012)
- Seasoned Players 17 (2012)
- Women Seeking Women 87 (2012)
- Barely Blue Velvet: a XXX Parody (2013)
- My Girlfriend's A Cheater (2013)
- My Wife's Hot Friend 17 (2013)